# Zoya Ananchenko
Zoya Ananchenko, née le 5 septembre 1996 à Chimkent, est une kayakiste kazakhe.

## Carrière
Zoya Ananchenko est médaillée de bronze en K4 500 mètres aux Jeux asiatiques de 2014. Elle remporte aux Championnats d'Asie de course en ligne 2015 la médaille d'argent en K1 500 mètres ainsi qu'en K4 500 mètres. 
Elle participe aux Canoë-kayak aux Jeux olympiques d'été de 2016, terminant 19e du K1 500 mètres et 10e du K4 500 mètres.
Aux Championnats d'Asie de course en ligne 2017, elle obtient trois médailles d'argent, en K4 200 mètres, en K4 500 mètres et en K4 1 000 mètres. Elle est médaillée d'argent en K4 500 mètres aux Jeux asiatiques de 2018.